# Alternative für Deutschland
Alternative für Deutschland (dansk: Alternativ for Tyskland, forkortelse AfD) er et tysk højrepopulistisk politisk parti med såvel neoliberalistiske som protektionistiske elementer i sin politik, der blev stiftet 6. februar 2013. Partiets første landsmøde blev afholdt 14. april 2013 i Berlin. Partiets ledere har siden 2022 været Alice Weidel og Tino Chrupalla. I maj 2025 slog den tyske efterretningstjeneste fast, at AfD er en højreekstremistisk organisation.
Partiet har sit udspring i blandt andet den eurokritiske gruppering Wahlalternative 2013.
Et af målene for Alternative für Deutschland er, at Tyskland skal forlade EU.

## Politik
AfD regnes ikke som antieuropæisk, da partiet er for et europæisk indre marked. Det er imidlertid modstander af møntunionen i sin nuværende form og ønsker, at Tyskland skal melde sig ud af eurosamarbejdet. AfD kan imidlertid acceptere et valutasamarbejde mellem levedygtige økonomier i Nord- og Centraleuropa. Partiets øvrige økonomiske program er gennemgående markedsliberalt indrettet. AfD vil reducere bureaukratiet og subsidiepolitikken og forenkle skatte- og sygeforsikringssystemerne. Indvandringslovene bør i følge partiet indrettes mod landets behov for fagfolk. AfD stiller sig ikke afvisende til TTIP, frihandelsaftalen mellem EU og USA.
Partiets konservative sider viser sig i familiepolitikken, hvor AfD understreger forskellen mellem kønnene, og fremholder kernefamilien som positiv og vigtig. Partiet understreger det positive ved Vestens værdisystem, og gjorde dette allerede længe før dannelsen af pegida.
AfD taler for en menneskeværdig behandling af flygtninge og understreger deres ret til nødvendigt underhold. Partiet afviser imidlertid indvandring, som kun har som mål at få en del af Tysklands sociale systemer, det være sig indvandring fra lande uden- eller indenfor EU. I partiet findes såvel liberalkonservative som nationalkonservative kræfter.

### Familie- og ligestillingspolitik
Ifølge AfD's valgprogram ønsker partiet at genindføre den traditionelle familiedannelse samt at genindføre værnepligten for mænd. Die Tageszeitung, beskriver dette som 'forældede kønsroller'.

### Værnepligt
AfD ønsker at genindføre værnepligten, som er sat på pause siden 2011, for mænd mellem 18 og 28 år.

## Religiøse grupper

### ChrAfD
Christen in der Alternativen für Deutschland (forkortet ChrAfD) er en kristen gruppering i AfD med ca. 125 medlemmer. Generelt har de lav indflydelse på partiet som helhed.
Gruppen blev grundlagt i Baden-Baden i august 2013 af Martina og Volker Kempf. Grundlæggelsen er blevet kritiseret fra diverse kristne organisationer, da partiet i deres øjne er uforenelige med de kristne grundværdier.
Da forkvinden for AfD forlod partiet i 2017, var der flere, der forlod ChrAfD - deriblandt to fra bestyrelsen.

### JAfT
Juden in der Alternativen für Deutschland (forkortet JAfD) er en jødisk gruppering i AfD.
24 jødiske medlemmer grundlagde gruppen den 7. oktober 2018 i Wiesbaden. Hovedsædet er i Berlin. Vera Kosova er forkvinden for gruppen. Stedfortrædende formand er Wolfgang Fuhl. Begge er aktive politikere i partiet. Grundlæggelsen blev kritiseret af diverse jødiske organisationer i Tyskland, da de anser AfD for at være et antisemitisk og højreradikalt parti.
Gruppen blev grundlagt som et svar på masseindvandringen fra islamiske lande, som ifølge gruppen har en antisemitisk baggrund. Derudover kritiserer organisationen bruddet med den traditionelle familie i det offentlige.

## Historie
Partiet har sin oprindelse blandt andet i den eurokritiske gruppering Wahlalternative 2013. Alternative für Deutschland blev stiftet den 6. februar 2013 og afholdt sit første landsmøde i Berlin den 14. april 2013.
Eurokrisen (2010- ) var en vigtig udløsende faktor for etableringen af AfD. Ifølge partiet fører eurokrisen til ødelæggelse af demokratiet, retsstaten, magtfordelingen, den sociale markedsøkonomi og ideen om den europæiske integration.
Partiet fik 4,7 % af stemmerne ved Forbundsdagsvalget 2013, og kom dermed ikke over spærregrænsen på 5 %. Ved delstatsvalget i Hessen fik partiet 4,1% af stemmerne og kom heller ikke ind.

### Fremgang i 2014
Ved valget til Europa-Parlamentet i 2014 vandt AfD 7 % af stemmene og 7 af 96 mandater (5 af de 7 mandater forlod dog senere partiet og dannede til udbryderpartiet ALFA som følge af mistillid til partiets nyvalgte ledelse (Frauke Petry og Jörg Meuthen) og den politiske linje, som den nye ledelse repræsenterer).
AfD kom for første gang ind i en tysk delstatsforsamling ved valget i Sachsen 2014 med 9,7% af stemmerne og fik 14 af 126 pladser og kom senere samme år ind ved delstatsvalgene i Brandenburg med 12,2 % af stemmerne og fik 11 af 88 pladser og i Thüringen med 10,6% af stemmerne og fik 11 af 91 pladser.

### Interne brydninger i 2015
AfD blev præget af interne brydninger mellem fløje, som har uens opfattelser i spørgsmål som indvandringspolitikken og hvordan partiet skulle forholde sig til Pegida. Konflikten nåede sit højdepunkt under partikongressen i Essen sommeren 2015. Den frem til da siddende partiformand Bernd Lucke blev under kongressen, den 4. juli, erstattet af Frauke Petry fra partiets konservative fløj. Valget af Petry blev tolket som et markant højresving og at partiet derefter ville fokusere mere på spørgsmål som indvandring, islam og en nærmere forbindelse med Rusland.
Den 7. juli hoppede fem af AfP's syv Europaparlamentsmedlemmer fra partiet i protest mod den nye partileder. Dagen efter meddelte også Bernd Lucke, som under sit formandskab især havde fokuseret på eurospørgsmålet, at han forlod AfD som en reaktion på det, han anså for at være "fremmedfjendtlige" og prorussiske tendenser hos den nye partiledelse. Den 19. juli oprettede Lucke et nyt parti, Allianz für Fortschritt und Aufbruch.
Ved delstatsvalgene i Hamburg og Bremen i 2015 fik partiet henholdsvis 6,1% af stemmerne og 8 af 121 pladser, og 5,5% af stemmerne og 4 af 83 pladser.

### Ny fremgang i 2016 og skandaler
Ved delstatsvalgene den 13. marts 2016 fik Alternative für Deutschland i Rheinland-Pfalz 12,6 % af stemmerne, i Baden-Württemberg fik partiet 15,1 % og i Sachsen-Anhalt hele 24,4 % af stemmerne. Ved valget i Mecklenburg-Vorpommern fik partiet 20,8% af stemmerne. Ved delstatsvalget i Berlin opnåede AfD 14,2% af stemmerne.
AfD har de seneste år været involveret i adskillige skandaler:
- AfD-politikere mødtes i november 2023 med kendte højreekstremister for at diskutere en plan om at deportere millioner af mennesker fra Tyskland; ifølge det undersøgende medie Correctiv udformede de ved dette møde en såkaldt masterplan, som omhandler både personer med og uden tysk statsborgerskab.[18]
- Petr Bystron, et medlem af det tyske Bundestag og AfD kandidat til Europa-Parlamentet (2024), er blevet finansieret af et russisk indflydelsesnetværk ifølge en undersøgelse foretaget af Der Spiegel og Denik N, der påviser at netværket Voice of Europe har kanaliseret flere hundrede tusinde euro til seks EU-lande; undersøgelsen fremhæver også, at indhold fra AfD-medlemmer, er blevet promoveret på Voice of Europes hjemmeside, hvilket har understøttet Kremls propaganda.[19]
- En assistent for AfD-politikeren Maximilian Krah i EU-Parlamentet er blevet anholdt i Dresden i 2024, mistænkt for at spionere for Kina ved at videregive fortrolige oplysninger om parlamentets forhandlinger og beslutninger og manden også er mistænkt for at have spioneret mod kritikere af det kinesiske styre i Tyskland.[20]
- Björn Höcke, den indflydelsesrige leder af AfD i delstaten Thüringen, blev i 2024 stillet for retten for at bruge et nazistisk slogan "Alt for Tyskland"; hvis det bevises, at han med vilje brugte det slogan, som SA brugte, kan han risikere en fængselsdom.[21]
- Daniel Halemba, en bayersk politiker fra AfD, står over for anklager fra anklagemyndigheden i 2024, som omfatter mistanke om ophidselse af befolkningsgrupper, hvidvaskning af penge, fælles tvang og hærværk.[22]